# Орансан (Жер)
Орансан (фр. Aurensan) насеље је и општина у јужној Француској у региону Миди Пирене, у департману Жерс која припада префектури Миранд.
По подацима из 2011. године у општини је живело 132 становника, а густина насељености је износила 20,85 становника/km². Општина се простире на површини од 6,33 km². Налази се на средњој надморској висини од 170 метара (максималној 228 m, а минималној 94 m).

## Демографија
| 1962. | 1968. | 1975. | 1982. | 1990. | 1999. | 2011. |
| ----- | ----- | ----- | ----- | ----- | ----- | ----- |
| 151   | 170   | 171   | 167   | 136   | 129   | 132   |

График промене броја становника у току последњих година